# Общение

Общение посредством речи и жестов

Обще́ние, Коммуникационная деятельность:
- сложный многоплановый процесс установления и развития контактов между людьми (межличностное общение) и группами (межгрупповое общение), порождаемый потребностями совместной деятельности и включающий в себя, как минимум, три различных процесса: коммуникацию (обмен информацией), интеракцию (обмен действиями) и социальную перцепцию (восприятие и понимание партнёра)[1];
- процесс установления, развития и завершения контактов, возникающих между субъектами взаимодействия[2].

Вне общения невозможна человеческая деятельность. Психологическая специфика процессов общения, рассматриваемых под углом зрения взаимоотношений личности и общества, изучается в рамках психологии общения; использование общения в деятельности изучается социологией.

## Представления о развитии общения

### Филогенетическое развитие общения
Филогенез — историческое формирование группы организмов, в данном случае — развитие человеческого общества.
Согласно мнению М. Томаселло , американского психолога и специалиста по изучению коммуникации и кооперации, и его кооперативной модели человеческого общения, первыми человеческими формами общения были указательные и изобразительные (иконические) жесты.

### Онтогенетическое развитие общения
Онтогенез — индивидуальное развитие организма, в данном случае — развитие человеческого индивидуума.
Эмоциональное общение ребёнка с людьми начинается с третьего месяца жизни (комплекс оживления), освоение вербального языка общения происходит в возрасте около года.
До трёх месяцев основными средствами общения являются примитивная мимика и элементарная жестикуляция, общение является средством достижения удовлетворения физиологических потребностей. В период от 8—10 месяцев до полутора лет проходит этап вербально-невербального общения, направленного на удовлетворение познавательных потребностей. В период от полутора до трёх лет появляются деловое и игровое общение; с трёх до 6—7 лет развиваются навыки сюжетно-ролевого общения.

## Формы коммуникационного действия
Трансакция (транзакция) — единица общения между людьми, коммуникативный факт, используется в некоторых направлениях психологии. В соответствии c направлением трансакций различают три вида коммуникаций:
- Фронтальная коммуникация — односторонний вид коммуникации, при котором трансакции идут в одном направлении от говорящего ко многим слушающим, по принципу «один говорит — остальные молчат». Если, например, во время лекции студент задаёт лектору вопрос, то при этом между студентом и лектором может возникнуть диалог, но вид коммуникации остаётся фронтальным, так как в то время, когда один из них говорит, принцип «один говорит — остальные молчат» сохраняется.
- Диалог, беседа — двусторонний, или многосторонний вид коммуникации, при котором трансакции идут в обоих направлениях между двумя собеседниками или по нескольким направлениям одновременно, при участии нескольких собеседников. Диалог состоит из последовательности актов речения, других актов коммуникационного взаимодействия, обычно не пересекающихся по времени, когда один говорит, что-то показывает, демонстрирует остальные слушают, воспринимают.
- Опосредованная коммуникация — вид коммуникации, при котором трансакции идут в обоих направлениях через информацию, зафиксированную в каком-либо виде, например, через текст, звуко- или видеозапись, рисунок или схему[источник не указан 3937 дней].

### Подражание
За счёт подражания можно усвоить новые формы поведения, при этом подражание может вестись как на уровне самих воспроизводимых действий, так и на уровне осознания смысла этих действий.
Подражательное поведение может быть бессознательным — к такому, например, относится «заразительное» зевание. Может быть как направленным, так и неосознанным.
За подражанием стоят разные психологические механизмы:
- в младенчестве — подражание движениям и звукам является попыткой установить контакт;
- в детстве — проникновение в смысл человеческой деятельности через моделирование в игре;
- в юности — идентификация с кумиром, принадлежность к группе;
- в зрелом возрасте — научение в профессиональной деятельности.

## Классификации сторон общения
В обобщённых классификациях выделяют три стороны общения:
- коммуникативная: обмен информацией между общающимися индивидами;
- интерактивная: организация взаимодействия между общающимися индивидами (обмен действиями);
- перцептивная (межличностная перцепция): процесс восприятия и познания друг друга партнёрами по общению и установления на этой основе взаимопонимания.

Близкая к первой классификация выделяет такие стороны:
- информационно-коммуникативная — приём и передача информации;
- регуляционно-коммуникативная — взаимокорректировка действий в совместной деятельности;
- аффективно-коммуникативная — изменение эмоционального состояния.

Ещё один вариант классификации:
- инструментальная функция — основная рабочая функция, обмен информацией в процессе управления и совместного труда (совещания);
- синдикативная — сплочение групп (собрания, митинги);
- трансляционная функция — передача знаний, оценок;
- самовыражение — поиск и достижение взаимопонимания.

## Функции общения
Функции по целям общения:
- контактная — установление контакта, то есть готовности к приёму и передаче информации и поддержании взаимосвязи;
- информационная — приём и передача информации в ответ на запрос;
- побудительная — целевая стимуляция активности;
- координационная — взаимная координация и согласованность в совместной деятельности;
- функция понимания — адекватное понимание смысла, взаимопонимание в целом;
- эмотивная — обмен эмоциями;
- функция установления отношений — фиксация своего места в социуме;
- функция оказания влияния — изменение состояния, поведения, личностно-смысловых образований партнёра.

## Виды общения
В соответствии с содержанием можно выделить следующие виды общения:
- Материальное общение — обмен предметами или продуктами деятельности.
- Когнитивное общение — обмен информацией, знаниями. Когда мы узнаём у знакомых о погоде на улице, ценах на продукты, времени начала концерта, способах решения математической задачи, мы имеем дело с когнитивным типом общения.
- Кондиционное, или эмоциональное общение — обмен эмоциональными состояниями между общающимися индивидами. Развеселить грустного друга — пример эмоционального общения. В его основе лежит феномен эмоционального заражения.
- Мотивационное общение — обмен желаниями, побуждениями, целями, интересами или потребностями. Имеет место как в деловом, так и в межличностном общении. Примерами могут служить: мотивация персонала на успешную работу на предприятии (деловое общение), разговор, направленный на то, чтобы уговорить друга пойти с Вами на концерт (межличностное общение).
- Деятельностное общение — обмен навыками и умениями, который осуществляется в результате совместной деятельности. Пример: учиться вышивать крестиком в кружке вышивания.

В зависимости от используемой техники общения и его целей можно выделить следующие виды:
- Контакт масок — формальное общение, когда отсутствует стремление понять и учитывать особенности личности собеседника. Используются привычные маски (вежливости, учтивости, безразличия, скромности, участливости и т. п.) — набор выражений лица, жестов, стандартных фраз, позволяющих скрыть истинные эмоции, отношение к собеседнику.
- Светское общение — его суть в беспредметности, то есть люди говорят не то, что думают, а то, что положено говорить в подобных случаях; это общение закрытое, потому что точки зрения людей на тот или иной вопрос не имеют никакого значения и не определяют характера коммуникации. Например: формальная вежливость, ритуальное общение.
- Формально-ролевое общение — когда регламентированы и содержание, и средства общения и вместо знания личности собеседника обходятся знанием его социальной роли. Например: общение с представителем правоохранительных органов.
- Деловое общение — общение, при котором происходит обмен информацией для достижения коммерческой выгоды. Оно возникает на основе и по поводу определённого вида деятельности. При деловом общении не учитывают особенности личности, характера, настроения собеседника, но интересы дела более значимы, чем возможные личностные расхождения.
- Межличностное общение (интимно-личностное) — раскрываются глубинные структуры личности.
- Манипулятивное общение — направлено на получение выгоды от собеседника.
- Предметное общение — общение с предметами, наделив эти предметы эмоциональным фоном, например детские игрушки, или роботов, «умных» изделий, носителей информации с эмоциональным содержанием или проявления.

## Средства общения
- Вербальные (речевые)
- Паравербальные. Паралингви́стика (греч. pará — «около») — раздел языкознания, изучающий невербальные (неязыковые) средства, передающие совместно с вербальными смысловую информацию в составе речевого сообщения, а также совокупность таких средств[10]. Паралингвистические средства не входят в систему языка и не являются речевыми единицами[10], однако в той или иной степени представлены в каждой речевой единице, сопровождая речь[11]. Различают три вида паралингвистических средств[10]:
  - фонационные — темп, тембр, громкость речи, заполнители пауз (к примеру, э-э, м-м), мелодика речи, диалектные, социальные или идиолектные особенности артикуляции звуков;
  - кинетические — жесты, поза, мимика говорящего;
  - графические — особенности почерка, графические дополнения к буквам, заменители букв (&, § и другие).
- Невербальные

### Речь
Речь — важнейшая форма общения людей посредством языковых конструкций, создаваемых на основе определённых правил. Язы́к — знаково-символическая система, соотносящая понятийное содержание и типовое звучание (написание). Процесс речи предполагает, с одной стороны, формирование и формулирование мыслей языковыми (речевыми) средствами, а с другой стороны — восприятие языковых конструкций и их понимание. Речь — это система знаков, включающая:
1. слова с их значениями,
2. синтаксис — набор правил, по которым строятся предложения.

Слово является разновидностью знака. Объективным свойством словесного знака, обусловливающим теоретическую деятельность, является значение слова, которое представляет собой отношение знака (слова в данном случае) к обозначаемому в реальной действительности объекту независимо (абстрактно) от того, как он представлен в индивидуальном сознании.
Речь возникла в человеческом обществе для координации совместной трудовой деятельности и была одной из форм проявления возникающего сознания. При этом речевые средства утратили со временем свою «естественность» и превратились в систему искусственных сигналов. Физиологическая основа речи — сложная, многочленная и многоуровневая организация разных функциональных систем, частично специализированных, частично обслуживающих и другие виды деятельности. Так как речь используется не только для общения, но и в других видах деятельности, можно выделять собственно «внешнюю» речь, которая ориентирована на понимание другими людьми с целью воздействия на их сознание, деятельность на социальное взаимодействие, и внутреннюю речь — общение человека с самим собой что бы ставить и решать жизненные задачи.
Существуют противоречивые взгляды на сущность и функции речи:
- Б. Кроче — средство эмоционального выражения;
- О. Дитрих, К. Яберг, К. Фосслер — средство выражения и коммуникации.
- А. Марти, П. Вегенер — только средство воздействия.
- К. Бюлер — функции выражения, обращения и сообщения.

В итоге сейчас можно выделить следующие основные функции речи:
- средство существования, передачи и усвоения общественно-исторического опыта
- средство общения (коммуникации), в том числе функции выражения, воздействия, указательная
- орудие интеллектуальной деятельности (восприятия, памяти, мышления, воображения)

Свойства речи:
1. Содержательность речи — это количество выраженных в ней мыслей, чувств и стремлений, их значительность и соответствие действительности;
2. Понятность речи — это синтаксически правильное построение предложений, а также применение в соответствующих местах пауз или выделения слов с помощью логического ударения;
3. Выразительность речи — это её эмоциональная насыщенность, богатство языковых средств, их разнообразие. По своей выразительности она может быть яркой, энергичной и, наоборот, вялой, бедной;
4. Действенность речи — это свойство речи, заключающееся в её влиянии на мысли, чувства и волю других людей, на их убеждения и поведение.

В зависимости от формы общения, речевая деятельность делится на устную (подразумевающую говорение и слушание) и письменную (письмо и чтение).
Речевой акт — отдельный акт речи, в нормальных случаях представляет собой двусторонний процесс порождения текста, охватывающий говорение и протекающие параллельно и одновременно слуховое восприятие и понимание услышанного. При письменном общении речевой акт охватывает соответственно писание и чтение (зрительное восприятие и понимание) написанного, причём участники общения могут быть отдалены друг от друга во времени и пространстве. Речевой акт есть проявление речевой деятельности. Высказывание — речевое произведение, созданное в ходе конкретного речевого акта, единица общения между двумя людьми при помощи речи. Рассматривается в контексте этого речевого акта как часть дискурса (текста).

### Невербальное общение
Невербальная коммуникация — сторона общения, состоящая в обмене информацией между индивидами без помощи речевых и языковых средств, представленных в какой-либо знаковой форме. Такие средства невербального общения как: мимика, жесты, поза, интонация и др. выполняют функции дополнения и замещения речи, передают эмоциональные состояния партнёров по общению. Инструментом такого «общения» становится тело человека, обладающее широким диапазоном средств и способов передачи информации или обмена ею, которое включает в себя все формы самовыражения человека. Распространённое рабочее название, которое употребляется среди людей — невербалика или «язык тела». Психологи считают, что правильная интерпретация невербальных сигналов является важнейшим условием эффективного общения.
Знание языка жестов и телодвижений позволяет не только лучше понимать собеседника, но и (что более важно) предвидеть, какое впечатление произведет на него услышанное ещё до того, как он выскажется по данному поводу. Другими словами, такой бессловесный язык может предупредить о том, следует ли изменять своё поведение или сделать что-то другое, чтобы достичь нужного результата.
Средства невербального общения:
- Мимика — «выразительные движения мышц лица, являющиеся одной из форм проявления тех или иных чувств человека»[14]
- Жестикуляция (от лат. gestus — движение тела) — некоторое действие или движение человеческого тела или его части, имеющее определённое значение или смысл, то есть являющееся знаком или символом.
  - Язык тела — знаковые элементы поз и движений различных частей тела, при помощи которых, как и при помощи слов, структурно оформляются и кодируются мысли и чувства, передаются идеи и эмоции. Техники тела, в которые входят такие незнаковые движения, как мимические жесты, жесты головы и ног, походка, различные позы, тоже относятся к языку тела. Наукой о языке тела и его частей является кинесика.
- Визуальный контакт
- Проксемика — область социальной психологии и семиотики, занимающаяся изучением пространственной и временной знаковой системы общения. Выступая в качестве особой знаковой системы, пространство и время организации процесса общения несут смысловую нагрузку, являясь компонентами коммуникативной ситуации.

## Составные элементы общения

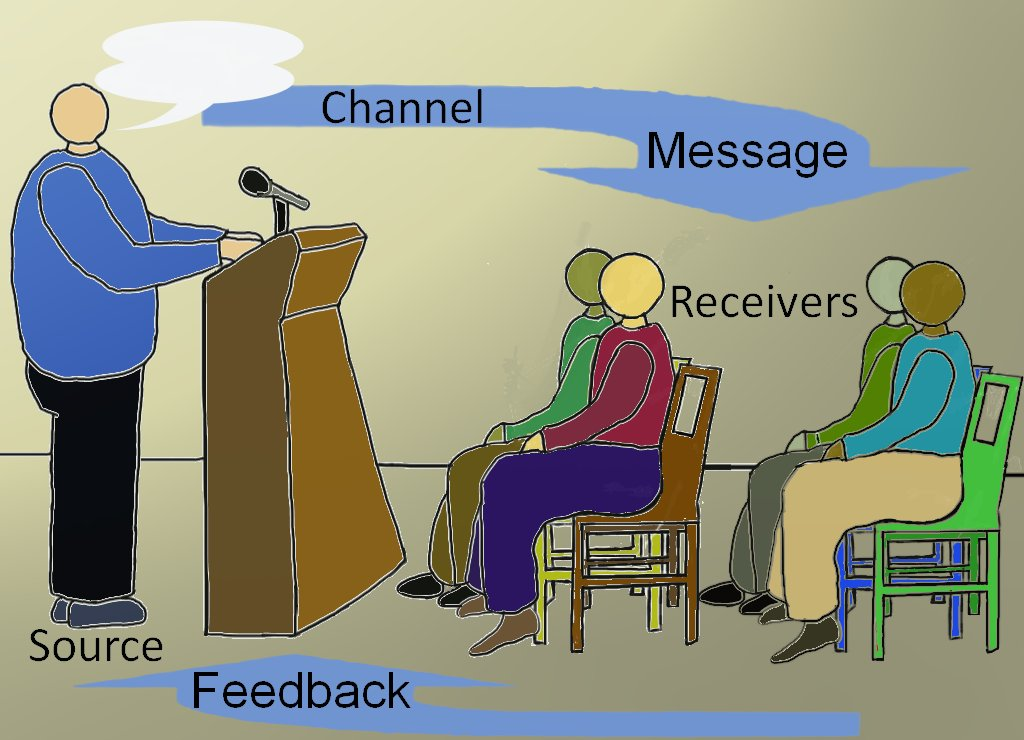
Модель общения: источник, канал, сообщение, получатели, обратная связь

- Сообщение
- Разговор
- Раппорт
- Точка зрения
- Комплименты
- Интересы
- Языковая личность
- Эмпатия

## Процедура общения
В процедуре общения выделяют следующие этапы
1. Потребность в общении (необходимо сообщить или узнать информацию, повлиять на собеседника и т. п.) — побуждает человека вступить в контакт с другими людьми.
2. Ориентировка в целях общения, в ситуации общения.
3. Ориентировка в личности собеседника.
4. Планирование содержания своего общения — человек представляет себе (обычно бессознательно), что именно скажет.
5. Бессознательно (иногда сознательно) человек выбирает конкретные средства, фразы, которыми будет пользоваться, решает как говорить, как себя вести.
6. Установление контакта
7. Обмен мнениями, идеями, фактами
8. Восприятие и оценка ответной реакции собеседника, контроль эффективности общения на основе установления обратной связи.
9. Корректировка направления, стиля, методов общения и способов их взаимодействия.

## Общение животных
Биокоммуникация (гр. bios- жизнь и лат. communico — связываю, общаюсь) — связь, общение между особями животных одного или разных видов путём передачи информации при помощи различных сигналов.
Передача информации (генерация) осуществляется специальными органами (голосовой аппарат, пахучие железы, форма тела, поза, окраска, поведение животного и т. п.).
Приём информации (рецепция), осуществляются на сенсорном уровне, органов обоняния, вкуса, зрения, слуха, электро-, термо-, механо- и др. специальными рецепторами. Передаваемые сигналы обрабатываются в разных частях нервной системы, сопоставляется (интегрируется) в её высших отделах, где формируется ответная реакция организма.
Сигналы животными подаются в различных контекстах, которые соответственно влияют на их значение, к примеру, с их помощью обеспечивается защита от врагов и неблагоприятных факторов среды, облегчается поиск корма, особей противоположного пола, происходит общение родителей и потомства, регулируются внутри- и межвидовые взаимодействия и др.
Изучение поведения организмов, их сигнализации, общения и связей позволяет глубже понять механизм структурирования видового населения и наметить пути и способы управления его динамикой.
Для многих видов животных этологами, зоопсихологами и другими специалистами составлены каталоги с описанием языка поз, мимики, жестов.
Зоосемиотика — научная дисциплина, описывающая биокоммуникацию животных (передачу информации от одной особи к другой) с позиции содержания их коммуникативных действий (см. также Семиотика).
Информативное содержание коммуникативных действий может относиться:
- к сферам опознания — опознание принадлежности особи к определённому виду, сообществу, полу, опознание индивида среди сородичей и пр.;
- к мотивации поведения — информация о физиологическом состоянии животного, например, о состоянии голода, полового возбуждения, эмоциональное состояние и пр.;
- к отношениям со средой — оповещение об опасности, нахождении корма, места для отдыха и пр.

По происхождению и механизму действия формы общения различаются каналами передачи информации (оптические, акустические, химические, тактильные и др.)
Социальные животные (дельфины, приматы, собаки, пчёлы, муравьи) имеют особо сложные формы общения, что выражается в согласованных совместных действиях для эффективного функционирования своего сообщества как единого целого.

## Помехи в общении
Во всех моделях описывающих процесс общения, для описания помех в декодировке сообщения посланного по каналу общения применяется термин «шум». Существуют разные типы шумов:

### Шум окружающей среды
Шум в традиционном понимании этого слова, то есть посторонний звук, мешающий принять сообщение. В качестве примеров можно привести сложность общения на дискотеке, стоя под громкоговорителями, или затруднение лектора, рядом с аудиторией которого идёт строительство.

### Физиологический шум
Речь идёт о ситуации, когда у принимающего сообщение имеется определённое физиологическое состояние, затрудняющее ему приём данного сообщения (например, глухота или слепота).

### Смысловой шум (семантический барьер)
Шум, происходящий от различного понимания смысла слов посылающим и принимающим сообщение. Например, слово «трава» может означать определённую форму растений, а может иметь сленговое значение — марихуана.

### Синтаксический шум
Ошибки в грамматике или синтаксисе могут сильно затруднять общение. Как правило, от этого типа шума страдают люди, передающие сообщение на неродном для себя языке.

### Культурный шум (социально-культурный барьер)
Его причиной становятся социальные, политические, религиозные и профессиональные различия во взглядах, привычках, традициях, приводящие к различным объяснениям и восприятию тех или иных понятий и явлений. Общение между представителями разных культур может быть затрудненно взаимонепониманием связанным с использованием кодов, подходящих лишь к конкретной культуре. В качестве примеров можно привести пожелание «счастливого рождества» обращённое к человеку, не являющемуся христианином.

### Препятствия коммуникации
Настроение принимающего сообщение может способствовать эффективному общению или, наоборот, затруднять его. Сильный гнев или печаль мешают сфокусироваться на приёме сообщения. Между «донором» и «реципиентом» информации могут возникать коммуникативные барьеры — психологические преграды, которые человек устанавливает, чтобы защититься от нежелательной, утомительной или опасной информации. Выделяются следующие типы барьеров, в зависимости от причин их возникновения:
- Барьер взаимопонимания. Может возникать из-за огрехов в процессе передачи информации. Например, когда коммуникатор говорит невнятно, слишком быстро, нечётко или употребляет большое количество звуков-паразитов.
- Стилистический барьер возникает при несоответствии стиля речи говорящего и ситуации общения или стиля речи, состояния того, кто в это время слушает.
- Логический барьер появляется, когда логика рассуждения говорящего или слишком сложна для понимания слушающего, или кажется ему неправильной, противоречит присущей ему манере доказательств.
- Барьер авторитета. Иногда препятствием может стать либо неприятие говорящего из-за его неавторитетности в глазах слушателя, либо наоборот, во время общения с человеком, который является для собеседника очень авторитетным, участник общения может теряться, быть невнимательным, не знать, что ответить.
- Барьер отношений. При возникновении у слушателя чувства неприязни, недоверия к говорящему это чувство может неосознанно переноситься и на информацию, которую тот передаёт.

Психологические расстройства, как, например, аутизм, могут затруднять общение до уровня, когда оно перестаёт быть возможным.

## Межличностное общение
В разработку проблем межличностного общения внесли вклад такие теоретические направления как:
- бихевиоризм;
- когнитивизм;
- психоанализ;
- ролевая теория;
- гуманистическая психология[18] .

Для бихевиоризма ключевым фактором, определяющим социальное поведение, являются внешние стимулы; для когнитивных теорий — внутренние мотивации; для психоанализа — неосознаваемые влечения; для ролевой теории — ролевые предписания; основная идея гуманистической психологии — способность человека к самосовершенствованию.

### Мотивы общения
Мотивы, побуждающие к общению, могут быть различными, от эгоистически-манипулятивных до альтруистически-бескорыстных. Устанавливая отношения с другими людьми, человек может стремиться к тому, чтобы властвовать, производить впечатление, поддерживать имидж дружелюбного и доброжелательного человека и т. д. Однако наиболее важными человеческими потребностями, реализуемыми в общении, считаются потребность в аффилиации (доверительном общении) и потребность в альтруизме (потребность заботиться о других).

### Влияние на психику
По наблюдениям психотерапевтов, оптимальный уровень общения зависит от психотипа личности. Если для экстравертов допустим и даже необходим для хорошего самочувствия высокий уровень общения и внимания со стороны окружающих, то для интровертов, избыточный уровень общения может приводить к дискомфорту и эмоциональному выгоранию. Таким людям врачи рекомендуют тщательно регулировать уровень общения, ограничивая его до приемлемого уровня.